# Sobek (pohoří)

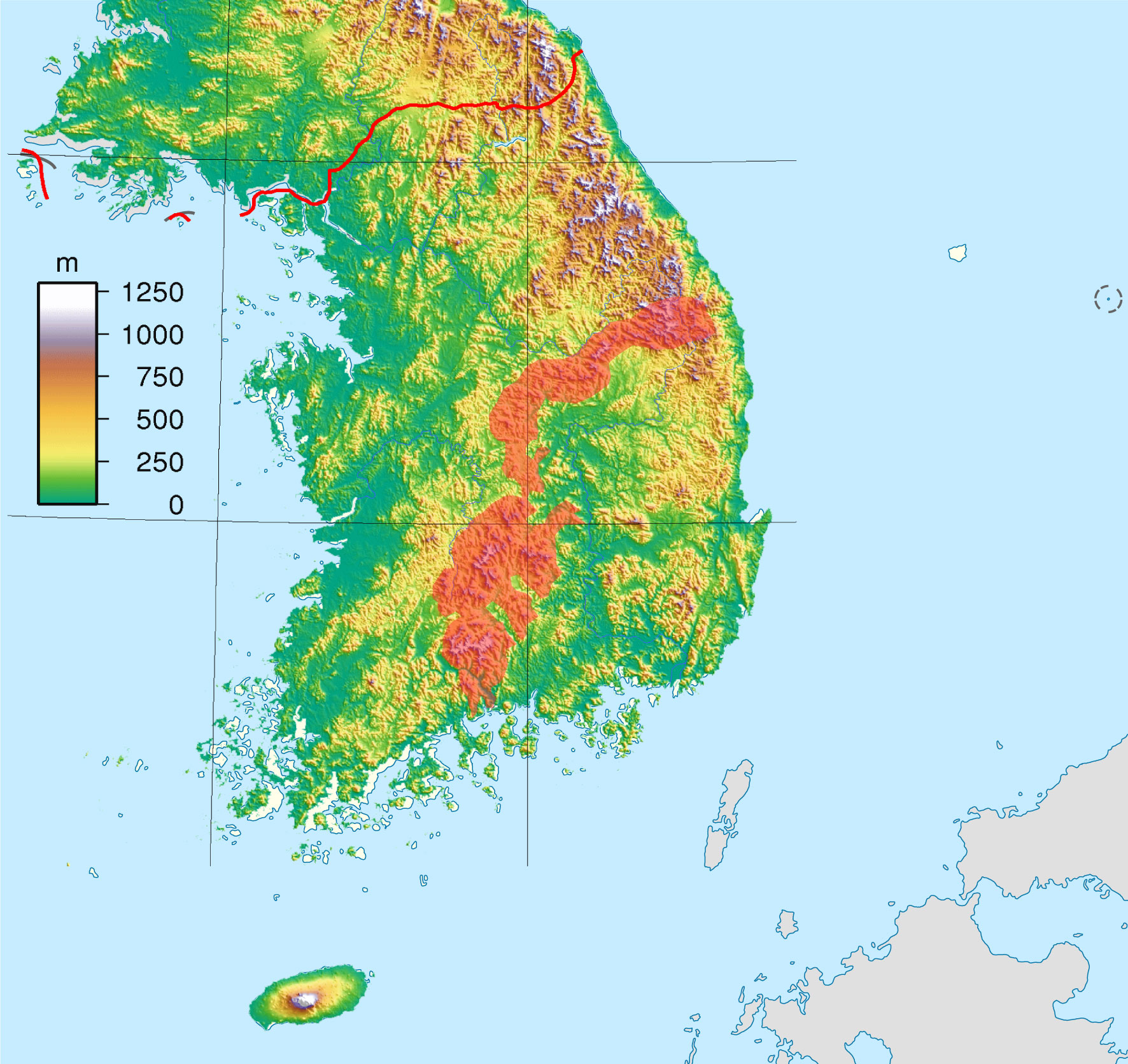
Pohoří Sobek na mapě Jižní Korey

Pohoří Sobek (korejsky  – Sobäk sanmäk) je pohoří v Jižní Koreji. Začíná na předělu mezi provinciemi Kangwon a Severní Kjongsang, kde se napojuje na korejské hlavní pohoří Tchebek táhnoucí se podél břehu Japonského moře, a vede nejprve na jihozápad jako jihovýchodní hranice Jižního Čchungčchongu, ale pak se kolem Hamčchangu láme na jih a vede středem poloostrova až k jižnímu pobřeží, kde tvoří předěl mezi provinciemi Jižní Čolla a Jižní Kjongsang.
Nejvyšší vrchol je Čirisan vysoký 1915 metrů nad mořem.